# An American Trilogy
"An American Trilogy" is een medley, gearrangeerd door de Amerikaanse componist Mickey Newbury. Het nummer werd populair in de versie van Elvis Presley, die het gebruikte als showstopper tijdens zijn concerten. Een liveversie door Presley werd in april 1972 als single uitgebracht.

## Achtergrond
"An American Trilogy" bestaat uit drie nummers uit de negentiende eeuw. "Dixie" is een nummer uit een blackface minstrel show, dat een volkslied werd voor de Geconfedereerde Staten van Amerika. "Battle Hymn of the Republic" is een hymne van de Union Army tijdens de Amerikaanse Burgeroorlog. "All My Trials" is een nummer afkomstig van de Bahama's, gerelateerd aan Afro-Amerikaanse negrospirituals, dat vaak door folkmuzikanten wordt gespeeld.
Componist Mickey Newbury was de eerste muzikant die "An American Trilogy" opnam. Hij zette het op zijn album Frisco Mabel Joy uit 1971 en op zijn eerste concertalbum Live at Montezuma Hall heeft het een prominente rol. De studio-opname van het nummer bereikte wereldwijd enkele hitlijsten. In de Verenigde Staten kwam het tot plaats 26, terwijl in het Verenigd Koninkrijk plaats 42 werd behaald. In Australië en Canada kwam het nummer respectievelijk op de plaatsen 30 en 76 terecht.
In januari 1972 voerde Elvis Presley "An American Trilogy" voor het eerst uit tijdens zijn concerten. Een live-opname van het nummer uit februari van dat jaar werd door zijn platenmaatschappij RCA Records uitgebracht als single. Hij zong het nummer tijdens de documentaire Elvis on Tour uit 1972 en de televisiespecial Aloha from Hawaii uit 1973. In de hitlijsten deed zijn versie het in de Verenigde Staten echter minder goed dan die van Newbury; het bereikte slechts plaats 66 in de Billboard Hot 100. In het Verenigd Koninkrijk werd het echter een grote hit met een achtste plaats in de hitlijst. In 2007 was het de voorlaatste single die opnieuw werd uitgebracht als onderdeel van de boxset Elvis the King ter gelegenheid van de dertigste sterfdag van Presley; in het Verenigd Koninkrijk behaalde deze single de twaalfde plaats, terwijl in Nederland plaats 61 in de Single Top 100 werd bereikt.
In 2002 bracht de heavy metalband Manowar "An American Trilogy" uit op hun album Warriors of the World. Tevens wordt de medley bezongen door Manic Street Preachers in het nummer "Elvis Impersonator: Blackpool Pier" van het album Everything Must Go uit 1996. In 2015 werd de versie van Presley door het Royal Philharmonic Orchestra van een nieuw instrumentaal arrangement voorzien en geplaatst op het album If I Can Dream. In totaal is de medley door meer dan vierhonderd artiesten opgenomen.

## Hitnoteringen

### Single Top 100
| Hitnotering: 01-12-2007 t/m 08-12-2007 | Hitnotering: 01-12-2007 t/m 08-12-2007 | Hitnotering: 01-12-2007 t/m 08-12-2007 | Hitnotering: 01-12-2007 t/m 08-12-2007 |
| Week                                   | 1                                      | 2                                      |                                        |
| -------------------------------------- | -------------------------------------- | -------------------------------------- | -------------------------------------- |
| Positie                                | 61                                     | 99                                     | uit                                    |

### NPO Radio 2 Top 2000
| Nummer met noteringen in de NPO Radio 2 Top 2000 | '07 | '08 | '09 | '10 | '11  | '12 | '13  | '14  | '15 | '16  | '17  | '18  | '19  | '20  | '21  | '22  | '23  | '24  |
| ------------------------------------------------ | --- | --- | --- | --- | ---- | --- | ---- | ---- | --- | ---- | ---- | ---- | ---- | ---- | ---- | ---- | ---- | ---- |
| An American Trilogy                              | 712 | -   | 849 | 870 | 1081 | 884 | 1034 | 1012 | 969 | 1348 | 1435 | 1637 | 1656 | 1763 | 1558 | 1419 | 1446 | 1285 |

1. ↑  Een '-' betekent dat het nummer niet was genoteerd en een vetgedrukt getal geeft de hoogste notering aan.
2. ↑  2007 was het eerste jaar met een notering voor dit nummer.

### Evergreen Top 1000
| Evergreen Top 1000 "An Americam Trilogy - Elvis Presely" | Evergreen Top 1000 "An Americam Trilogy - Elvis Presely" | Evergreen Top 1000 "An Americam Trilogy - Elvis Presely" | Evergreen Top 1000 "An Americam Trilogy - Elvis Presely" | Evergreen Top 1000 "An Americam Trilogy - Elvis Presely" | Evergreen Top 1000 "An Americam Trilogy - Elvis Presely" | Evergreen Top 1000 "An Americam Trilogy - Elvis Presely" | Evergreen Top 1000 "An Americam Trilogy - Elvis Presely" | Evergreen Top 1000 "An Americam Trilogy - Elvis Presely" | Evergreen Top 1000 "An Americam Trilogy - Elvis Presely" | Evergreen Top 1000 "An Americam Trilogy - Elvis Presely" | Evergreen Top 1000 "An Americam Trilogy - Elvis Presely" | Evergreen Top 1000 "An Americam Trilogy - Elvis Presely" | Evergreen Top 1000 "An Americam Trilogy - Elvis Presely" | Evergreen Top 1000 "An Americam Trilogy - Elvis Presely" | Evergreen Top 1000 "An Americam Trilogy - Elvis Presely" | Evergreen Top 1000 "An Americam Trilogy - Elvis Presely" |
| Jaar                                                     | 2008                                                     | 2009                                                     | 2010                                                     | 2011                                                     | 2012                                                     | 2013                                                     | 2014                                                     | 2015                                                     | 2016                                                     | 2017                                                     | 2018                                                     | 2019                                                     | 2020                                                     | 2021                                                     | 2022                                                     | 2023                                                     |
| -------------------------------------------------------- | -------------------------------------------------------- | -------------------------------------------------------- | -------------------------------------------------------- | -------------------------------------------------------- | -------------------------------------------------------- | -------------------------------------------------------- | -------------------------------------------------------- | -------------------------------------------------------- | -------------------------------------------------------- | -------------------------------------------------------- | -------------------------------------------------------- | -------------------------------------------------------- | -------------------------------------------------------- | -------------------------------------------------------- | -------------------------------------------------------- | -------------------------------------------------------- |
| Positie                                                  | -                                                        | -                                                        | -                                                        | -                                                        | -                                                        | -                                                        | -                                                        | -                                                        | -                                                        | 265                                                      | 313                                                      | 364                                                      | 563                                                      | 599                                                      | 396                                                      | 353                                                      |